# 睦答応
睦答応（ぼくとうおう、? - 道光12年（1832年）4月3日）は、清の道光帝の妃嬪。姓は赫舍里氏(穆瑚禄都督大系)。満洲正黄旗の出身。康熙帝の最初の皇后孝誠仁皇后の同族。浙江嘉興副将軍三等子爵の奎善の娘。哈密辦事大臣三等子爵增保の孫娘。建国の功臣であるハイフ(希福、康煕帝の初期の治世においてその統治を補佐した四大臣の一人ソニンの叔父)の七世孫にあたる。母は瑚錫哈理氏。

## 生涯
赫舍里氏は満洲の長年の功績を持つ名門出身で、大学士・希福の直系子孫にあたる。
生年は不詳だが、誕生日は10月28日とされる。

### 後宮入り
道光朝最初の八旗選秀で、内廷の主位に指定される。
道光2年（1822年）2月20日の勅命により、赫舍里氏は「睦貴人」に封じられる。同時に封じられた者たち
- 全嬪：男爵・頤齢の娘
- 祥貴人：郎中・久福の娘
- 珍貴人：道・栄海の娘

同年9月27日、睦貴人のもとに新進の侍女4人が配属。11月2日辰刻（7～9時）に正式に入宮し、延禧宮に居住する。

### 降格と不遇の晩年
道光10年（1830年）12月23日、皇太后の懿旨により、睦貴人は「睦嬪」に昇格。
道光11年（1831年）6月、礼部の記録では睦嬪の冊封（正式な冊子）が完成しており、翌年の春節後に刻字が行われる予定だった。
しかし、同年8月2日、睦嬪は「睦貴人」に降格され、侍女の大妞（二妞）を解雇。
さらに、9月10日には「睦常在」に降格。
10月18日までには「睦答応」に降格されたが、正確な降格日については不明である。
道光12年（1832年）4月3日、睦答応はさらに「睦官女子（または木官女子）」へ降格され、食事の支給も官女子（宮女）と同じ待遇となる。
4月5日、延禧宮にて水死(溺死)。
死後、遺体は六道口に埋葬された。

### 死後の扱いと最終的な埋葬
道光15年（1835年）、赫舍里氏は「睦答応」として追封される。
内務府は、曹八里屯の墓地に改葬することを計画した（曹八里屯は歴代の「答応」の埋葬地とされていた）。
しかし、8月28日、睦答應の棺は孝慎成皇后の梓宮（棺）とともに清西陵へ移送。
9月8日、平貴人とともに「双峰岫妃園寢」（現・慕東陵）に合葬された。

## 伝記資料
- 『清史稿』
- 『清宣宗実録』